# Zabu Thiri
Zabu Thiri är en kommun i Myanmar. Den ligger i den centrala delen av landet. Huvudstaden Naypyidaw ligger i Zabu Thiri.